# Cestrum pacificum
Cestrum pacificum är en potatisväxtart som beskrevs av Townshend Stith Brandegee. Cestrum pacificum ingår i släktet Cestrum och familjen potatisväxter. Inga underarter finns listade i Catalogue of Life.